# Jagoda Przybylak

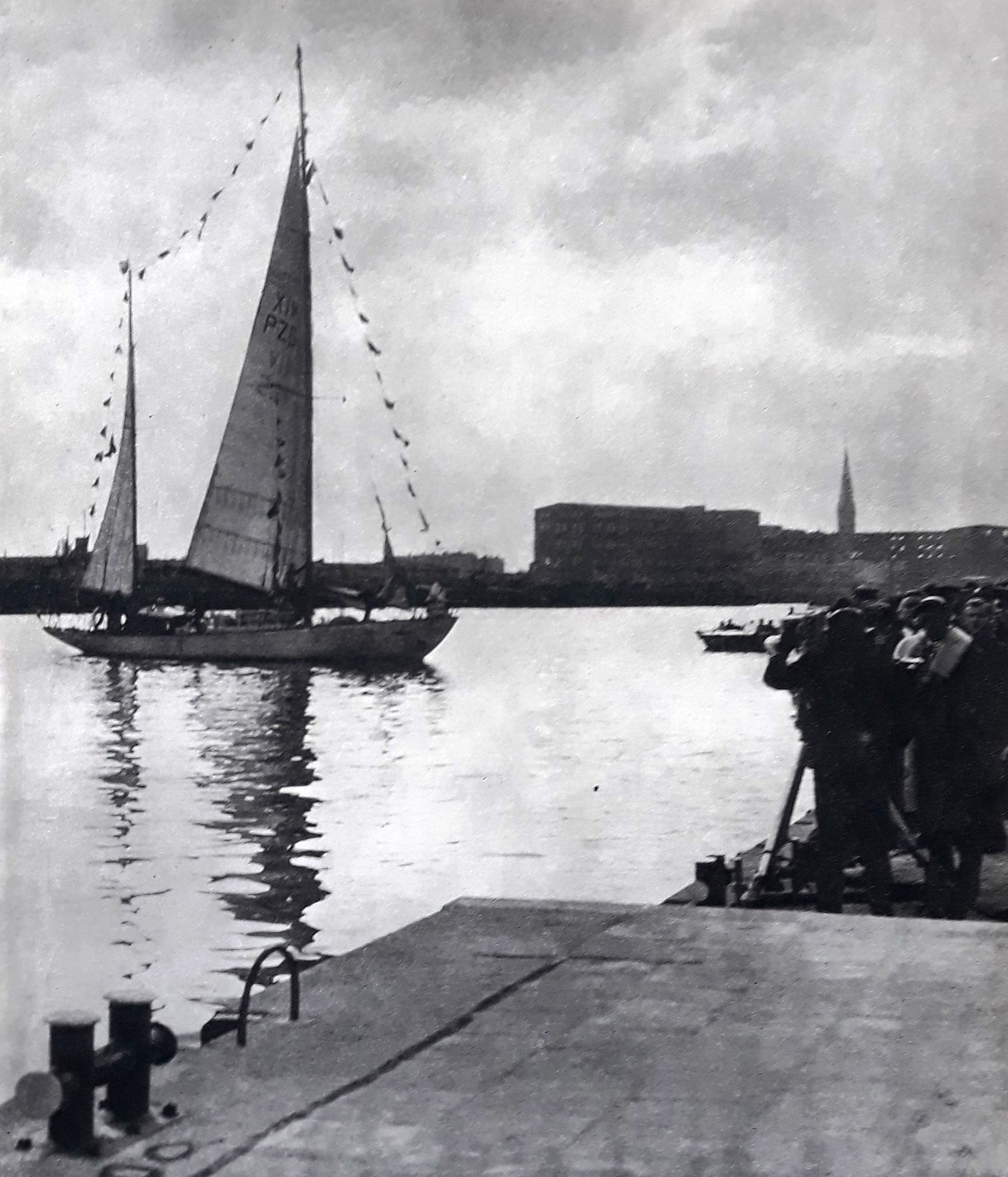
Jagoda Przybylak, powitanie „Śmiałego” w Szczecinie

Jagoda Przybylak, właśc. Jadwiga Przybylak (ur. 1 lutego 1929 w Warszawie, zm. 28 grudnia 2023) – polska artystka, pionierka fotografii konceptualnej, architektka. Tworzyła m.in. portrety grupowe, inspirowała się twórczością Zbigniewa Dłubaka, współpracowała m.in. z Krzysztofem Wodiczką.

## Życiorys
Urodziła się w 1929 w Warszawie, dzieciństwo spędziła na Kresach Wschodnich. Studiowała architekturę na Politechnice Warszawskiej. Rezygnując z zawodu architektki, stopniowo coraz bardziej interesowała się fotografią. Jej pierwsze prace miały formę reportażu i wynikały z obserwacji życia społecznego. Kluczowym momentem działalności artystki było spotkanie ze Zbigniewem Dłubakiem (ówczesnym redaktorem miesięcznika „Fotografia”) podczas prelekcji w Warszawskim Towarzystwie Fotograficznym. Jej pierwsza wystawa „Sto razy siatka” ukazywała charakterystyczne cechy twórczości artystki, czyli powtarzalność motywów i sekwencja kompozycji obrazu. Na początku lat 70. Przybylak interesowała się fotografią znalezioną ze szczególnym uwzględnieniem portretów grupowych. Artystka koncentrowała się wówczas na poszukiwaniu ekspresji wydobywanych detali, czego przykładem była jej kolejna wystawa w Małej Galerii Związków Polskich Artystów Fotografików w 1977.
Sztuka Przybylak wpisuje się w eksperymentalny nurt fotografii intermedialnej z kręgu Dłubaka i łączy się z zainteresowaniem materialnością obiektu cechującym bliskiego współpracownika artystki, Janusza Bąkowskiego. W jej twórczości wyczuć można również powinowactwo z analitycznym, postkonceptualnym podejściem do rzeczywistości Krzysztofa Wodiczki, z którym realizowała szereg prac fotograficznych i filmowych. Pionierskie eksperymenty Przybylak z użyciem fotografii wernakularnej i znalezionej kontynuowane były przez artystkę po wyjeździe do Nowego Jorku pod koniec lat 70. Artystka zmieniła jednak tematykę swoich prac, rezygnując z obecnych w fotografiach z drugiej połowy lat 70. wątków politycznych. W latach 80. i 90. wykorzystywała coraz częściej fotografię barwną. Wiele zdjęć to migawki i spostrzeżenia z dnia codziennego.
Wystawa w Galerii Propaganda w 2016 była spojrzeniem na dorobek artystki, eksponując jej najważniejsze prace wykonane na przestrzeni kilkudziesięciu lat.
Została pochowana na cmentarzu Bródnowskim w Warszawie (kwatera 11B-4-28).
Od 1980 roku w kamienicy przy ulicy Piwnej 31/33 lok. 14 w Warszawie działała jej Pracownia Fotografii Konceptualnej. Miejscem opiekuje się artysta Jerzy Dobrzański.

## Wybrane wystawy
- Sto razy siatka – Warszawskie Towarzystwo Fotograficzne, Warszawa (1969)
- Fotografowie poszukujący – Galeria Krzysztofory, Kraków; Galeria Współczesna, Warszawa (1971); Turyn, Genewa, Kassel, Mediolan, Kolonia, Norymberga, Buenos-Aires, Chalon, Tokio/Europa, Azja, Ameryka Południowa (1971-1973)
- Zdjęcie, Mała Galeria ZPAF, Warszawa (1977); Galeria GN, Gdańsk (1978)
- Fotografia Polska 1839-1979 – Muzeum Sztuki, Łódź (1979); International Center of Photography, Nowy Jork/USA (1979); Zachęta – Narodowa Galeria Sztuki, Warszawa (1980); White Chapel Gallery, Londyn/Wielka Brytania (1980); Muzeum of Contemporary Art, Chicago/USA
- Działanie systemowe: Janusz Bąkowski Jagoda Przybylak, Ryszard Winiarski – BWA, Lublin (1981)
- Zdjęcie grupowe – Mała Galeria ZPAF, Warszawa (1981)
- Jesteś – Mała Galeria ZPAF, Warszawa (1992)
- Czas i chwile – Galeria Stara, Lublin (2000)
- Labirynt – zakręty awangardy – Galeria Labirynt, Lublin (2010)
- Concept Photography from Poland – Freies Museum, Berlin/Niemcy (2011)
- W labiryncie sztuki – Galeria Labirynt, Lublin
- Foto-obiekt – Propaganda, Warszawa (2013); MCSW „Elektrownia”, Radom (2013); Galeria Imaginarium, Łódź (2014); BWA, Kielce (2014)
- Z ciemności – BWA Sokół, Nowy Sącz (2013)
- Coś optymistycznego – Małopolski Ogród Sztuki, Kraków (2014)
- Uśmiech w kapeluszu – Amber Club, Nowy Jork/USA (2014)
- Jedno zdjęcie, a tyle twarzy – Propaganda, Warszawa (2014); Mediations Biennale, Poznań (2014)
- Zbliżenia – Propaganda, Warszawa (2016)